# Lakes (delstat)
Lakes er en delstat i Sydsudan, der har et areal på 43.595,08 km². Byen Rumbek er statens hovedstad. Lakes ligger, sammen med del staterne Nord Bahr el Ghazal, Vest Bahr el Ghazal og Warrap, i Bahr el Ghazal-regionen i Sydsudan. Bahr el Ghazal var i sig selv en tidligere provins, som blev udskilt fra den anglo-egyptiske mudiriyat, eller provinsen Equatoria, i 1948. Den østlige grænse var Den Hvide Nil med Jonglei-staten på den modsatte bred. Mod nordøst lå Enhedsstaten . Andre grænser omfattede Warrap State mod nordvest, Western Equatoria mod syd og vest og Central Equatoria mod syd.
I juli 2011 overvejede den føderale regering, Ramciel i Lakes-delstaten, som sted for en ny national hovedstad, der skulle erstatte Juba.

## Administration
Lakes er inddelt i otte amter, der hver ledes af en amtskommissær.
| Amt            | Areal ( km² ) | Befolkning Folketælling 2008 | Amt Kommissær                  |
| -------------- | ------------- | ---------------------------- | ------------------------------ |
| Awerial        | 4.659,10      | 47.041                       | Simon Jok (SPLM)               |
| Cueibet        | 4.823,56      | 47.041                       | Akol Isaiah (SPLM-IO)          |
| Rumbek Nord    | 4.531,13      | 43.410                       | Arop Kumbai                    |
| Rumbek Central | 3.866,85      | 153.550                      | Dut Manaak (SSOA)              |
| Wulu           | 11.700,60     | 40.550                       | Stephen Thiang Mangar          |
| Rumbek Øst     | 3.588,10      | 122.832                      | Mangar Machuol Malok (SPLM)    |
| Yirol West     | 5.024,84      | 103.190                      | Achieng Anhiem Bahon (SPlM-IO) |
| Yirol Øst      | 5.588         | 67.402                       | Manyang Luk (SPLM)             |

Amterne er yderligere opdelt i Payams og derefter Bomas.

## Nedlæggelse og genetablering
Delstaten Lakes blev opløst i oktober 2015, da Sydsudans præsident Salva Kiir Mayardit oprettede 28 stater i stedet for de 10 tidligere etablerede stater. Som et resultat blev staterne Eastern Lakes, Gok og Western Lakes oprettet. Lakes-staten blev genetableret ved en fredsaftale underskrevet den 22. februar 2020.

## Konflikt
Der har været vedvarende konflikter i Lakes-delstaten, mellem Republikken Sudan og den tidligere oprørsgruppe SPLA/M, siden CPA-aftalen blev underskrevet i 2005. Menneskerettighedsjournalisten Manyang Mayom rapporterede om regeringens undertrykkelse i delstaten; hans arbejde vandt ham Human Rights Watch-prisen den 4. august 2010. Mayom blev udvist fra delstaten Warrap i november 2021 for sit arbejde med FN's mission i Sydsudan (UNMISS) i denne region. 